# Ratiboř (district de Jindřichův Hradec)
Pour les articles homonymes, voir Ratiboř.
Ratiboř (en allemand : Rothwurst) est une commune du district de Jindřichův Hradec, dans la région de Bohême-du-Sud, en République tchèque. Sa population s'élevait à 171 habitants en 2020.

## Géographie
Ratiboř se trouve à 7 km à l'ouest du centre de Jindřichův Hradec, à 37 km au nord-est de České Budějovice et à 110 km au sud-sud-est de Prague.
La commune est limitée par Kardašova Řečice au nord, par Jindřichův Hradec au nord-est et à l'est, par Roseč au sud et par Hatín à l'ouest.

## Histoire
La première mention écrite du village date de 1265.